# باشگاه فوتبال مسکو
باشگاه فوتبال مسکو (انگلیسی: FC Moscow) یک باشگاه فوتبال در شهر مسکو در کشور روسیه بود. این باشگاه در لیگ برتر فوتبال روسیه بازی می‌کرد. این باشگاه در سال ۲۰۰۴ تأسیس شد و در سال ۲۰۱۰ منحل شد. Setun Park No. 1, Moscow محل برگزاری بازی‌های خانگی این باشگاه بود.